# Адміністративний устрій Коростишівського району
Головна стаття — Коростишівський район
Адміністративний устрій Коростишівського району — адміністративно-територіальний поділ Коростишівського району Житомирської області на міську територіальну громаду та 2 сільські територіальні громади. До складу району входять 64 населених пункти, орган місцевого самоврядування — Коростишівська районна рада. Адміністративний центр — місто Коростишів.

## Список громадКоростишівського району
| № | Назва                          | Центр          | Населені пункти | Площа км² | Місце за площею | Населення (2001), чол. | Місце за населенням |
| - | ------------------------------ | -------------- | --- | --------- | --------------- | ---------------------- | ------------------- |
| 1 | Глибочицька сільська громада   | с. Глибочиця   | с. Великі Кошарища с. Городенка с. Кмитів с. Малі Кошарища с. Руденька с. Студениця |           |                 |                        |                     |
| 2 | Коростишівська міська громада  | м. Коростишів  | с. Антонівка с. Більківці с. Бобрик с. Борок с. Браженець с. Видумка с. Вишневе с. Віленька с. Вільня с. Вільнянка с. Голубівка с. Грубське с. Єлизаветівка с. Здвижка с. Квітневе с. Козак с. Колодязьки м. Коростишів с. Красилівка с. Кропивня с. Онишпіль с. Продубіївка с. Радівка с. Семенівка с. Стрижівка с. Струцівка с. Теснівка с. Царівка с. Щигліївка |           |                 |                        |                     |
| 3 | Старосілецька сільська громада | с. Старосільці | с. Високий Камінь с. Городське с. Гуменники с. Кам'яний Брід с. Кашперівка с. Козіївка с. Минійки с. Новогородецьке с. Садове с. Слобідка с. Смиківка с. Старосільці с. Торчин с. Травневе с. Червоний Гай с. Червоний Ровець |           |                 |                        |                     |
| 4 | Харитонівська сільська громада | с. Харитонівка | с. Глибочок с. Горіхове с. Кулішівка с. Мамрин с. Машина с. Осикове с. Осиковий Копець с. Розкидайлівка с. Рудня с. Смолівка с. Трикопці с. Харитонівка с. Шахворостівка |           |                 |                        |                     |

## Список радКоростишівського району(до 2017 року)
| №  | Назва                         | Центр            | Населені пункти                                                                               | Площа км² | Місце за площею | Населення (2001), чол. | Місце за населенням |
| -- | ----------------------------- | ---------------- | --------------------------------------------------------------------------------------------- | --------- | --------------- | ---------------------- | ------------------- |
| 1  | Коростишівська міська рада    | м. Коростишів    | м. Коростишів c. Бобрик c. Теснівка                                                           |           |                 |                        |                     |
| 2  | Більковецька сільська рада    | c. Більківці     | c. Більківці c. Козак                                                                         |           |                 |                        |                     |
| 3  | Віленьківська сільська рада   | c. Віленька      | c. Віленька c. Онишпіль                                                                       |           |                 |                        |                     |
| 4  | Вільнянківська сільська рада  | c. Вільнянка     | c. Вільнянка c. Борок c. Радівка                                                              |           |                 |                        |                     |
| 5  | Вільнянська сільська рада     | c. Вільня        | c. Вільня                                                                                     |           |                 |                        |                     |
| 6  | Городська сільська рада       | c. Городське     | c. Городське c. Високий Камінь c. Новогородецьке                                              |           |                 |                        |                     |
| 7  | Гуменницька сільська рада     | c. Гуменники     | c. Гуменники c. Червоний Ровець                                                               |           |                 |                        |                     |
| 8  | Здвижківська сільська рада    | c. Здвижка       | c. Здвижка c. Семенівка                                                                       |           |                 |                        |                     |
| 9  | Кам'янобрідська сільська рада | c. Кам'яний Брід | c. Кам'яний Брід                                                                              |           |                 |                        |                     |
| 10 | Квітнева сільська рада        | c. Квітневе      | c. Квітневе c. Антонівка c. Браженець c. Красилівка c. Царівка                                |           |                 |                        |                     |
| 11 | Кмитівська сільська рада      | c. Кмитів        | c. Кмитів c. Великі Кошарища c. Малі Кошарища                                                 |           |                 |                        |                     |
| 12 | Козіївська сільська рада      | c. Козіївка      | c. Козіївка                                                                                   |           |                 |                        |                     |
| 13 | Кропивнянська сільська рада   | c. Кропивня      | c. Кропивня c. Видумка c. Голубівка c. Єлизаветівка                                           |           |                 |                        |                     |
| 14 | Минійківська сільська рада    | c. Минійки       | c. Минійки                                                                                    |           |                 |                        |                     |
| 15 | Садівська сільська рада       | c. Садове        | c. Садове c. Травневе                                                                         |           |                 |                        |                     |
| 16 | Слобідська сільська рада      | c. Слобідка      | c. Слобідка c. Червоний Гай                                                                   |           |                 |                        |                     |
| 17 | Старосілецька сільська рада   | c. Старосільці   | c. Старосільці c. Кашперівка c. Смиківка                                                      |           |                 |                        |                     |
| 18 | Стрижівська сільська рада     | c. Стрижівка     | c. Стрижівка c. Колодязьки                                                                    |           |                 |                        |                     |
| 19 | Студеницька сільська рада     | c. Студениця     | c. Студениця c. Городенка c. Руденька                                                         |           |                 |                        |                     |
| 20 | Торчинська сільська рада      | c. Торчин        | c. Торчин                                                                                     |           |                 |                        |                     |
| 21 | Харитонівська сільська рада   | c. Харитонівка   | c. Харитонівка c. Глибочок c. Мамрин c. Розкидайлівка c. Рудня c. Смолівка                    |           |                 |                        |                     |
| 22 | Шахворостівська сільська рада | c. Шахворостівка | c. Шахворостівка c. Горіхове c. Кулішівка c. Машина c. Осикове c. Осиковий Копець c. Трикопці |           |                 |                        |                     |
| 23 | Щигліївська сільська рада     | c. Щигліївка     | c. Щигліївка c. Вишневе                                                                       |           |                 |                        |                     |

* Примітки: м. — місто, с. — село

## Історія
Район створено 7 березня 1923 році в складі Малинської округи Київської губернії з Березівської, Більковецької, Городської, Гуменницької, Кам'янобрідської, Козіївської, Коростишівської, Кошаришської, Минійківської, Продубіївської, Слобідської, Старосільської, Стрижівської, Теснівської, Харитонівської та Шахворостівської сільських рад Коростишівської волості Радомисльського повіту.
13 березня 1925 року до складу району передано Царівську сільську раду ліквідованого Ставищенського району, повернено Продубіївську сільську раду з Брусилівського району, 17 червня 1925 року передано Грубську сільську раду розформованого Ходорківського району, 28 вересня 1925 року — Студеницьку та Кмитівську, 2 вересня 1930 року — Руднє-Грабівську, Смолівську та Туровецьку сільські ради ліквідованого Іванківського району.
8 серпня 1934 року в складі району відновлено Лазарівську, з центром у с. Хутір-Лазарівський, сільську раду, котра раніше належала до Брусилівського району.
В 1941-43 роках територія району входила до гебітскомісаріату Коростишів Генеральної округи Житомир, додатково було утворено Голубівську, Колоніє-Городецьку, Мало-Кошарищенську, Мошківську, Оріхівську, Руднє-Городенську, Струцівську та Таубівську сільські управи.
11 серпня 1954 року було ліквідовано Голубівську, Іванівську, Кашперівську, Кошарищенську (Кошаришську), Осиково-Копецьку, Продубіївську, Руднє-Грабівську, Смолівську, Теснівську, Хуторо-Вілянську та Царівську, 1 січня 1960 року — Лазарівську та Кмитівську сільські ради.
23 травня 1960 року зі складу Брусилівського району передано Вільнянську сільську раду. 30 грудня 1962 року до складу району увійшли території ліквідованих Брусилівського та Житомирського (крім 2-х сільрад) районів, до складу Черняхівського району було передано Слобідську сільську раду. 7 січня 1963 року зі складу Черняхівського району було передано Слобідську та Торчинську, відновлено в складі району Голіївську, ліквідовано Королівську сільські ради. 4 січня 1965 року до складу району входили Більковецька, Брусилівська, Вільнянська, Водотиївська, Дивинська, Карабачинська, Квітнева, Козіївська, Кропивнянська, Містечківська, Новоозерянська, Озерська, Романівська, Садівська (колишня Березівська), Скочищенська, Слобідська, Соболівська, Соловіївська, Ставищанська, Старосільська, Стрижівська, Студеницька, Харитонівська, Хомутецька, Шахворостівська, Щигліївська, Яструбеньківська сільські ради та місто Коростишів. Тоді ж до складу Радомишльського району передано Торчинську сільську раду, котру було повернуто до складу району 5 лютого 1965 року. 10 березня 1966 року відновлено Хутір-Вільнянську та Кам'янобрідську, 20 вересня 1989 року — Приворітську сільські ради.
4 травня 1990 року передано до складу відновленого Брусилівського району Брусилівську селищну та Водотиївську, Дивинську, Карабачинську, Містечківську, Новоозерянську, Озерську, Приворітську, Романівську, Скочищенську, Соболівську, Соловіївську, Ставищенську, Хомутецьку, Яструбеньківську сільські ради. 15 лютого 1994 року в складі району відновлено Здвижківську, 20 вересня 1994 року — Минійківську, 28 червня 1998 року — Кмитівську сільські ради.
До початку адміністративно-територіальної реформи в Україні (станом на початок 2015 року) до складу району входили міська та 22 сільські ради.
5 серпня 2016 року в складі району було утворено Коростишівську міську громаду з центром у м. Коростишів, внаслідок чого 5 січня 2017 рок ліквідовані Коростишівська міська та Більковецька, Віленьківська, Вільнянківська, Здвижківська, Квітнева, Кропивнянська, Щигліївська сільські ради, 3 липня 2018 року — Вільнянська та Стрижівська сільські ради.
30 листопада 2017 року припинили існування Кмитівська та Студеницька сільські ради, котрі, 27 березня 2017 року, увійшли до складу Глибочицької сільської громади Житомирського району.
2 листопада 2018 року в складі району було утворено Харитонівську сільську громаду з центром у с. Харитонівка, внаслідок чого ліквідовані Харитонівська та Шахворостівська сільські ради.
12 червня 2019 року в складі району було утворено Старосілецьку сільську громаду з центром у с. Старосільці, внаслідок чого припинили існування Городська, Гуменницька, Кам'янобрідська, Козіївська, Минійківська, Садівська, Слобідська, Старосілецька та Торчинська сільські ради Коростишівського району.
На час ліквідації району, відповідно до Постанови Верховної Ради України від 17 липня 2020 року, до його складу входили міська та 2 сільські громади.